# Rosa Norström
Rosa Christina Norström, född Strokirk 13 november 1860, död 24 maj 1944 i Stockholm, var en svensk numismatiker.

## Biografi

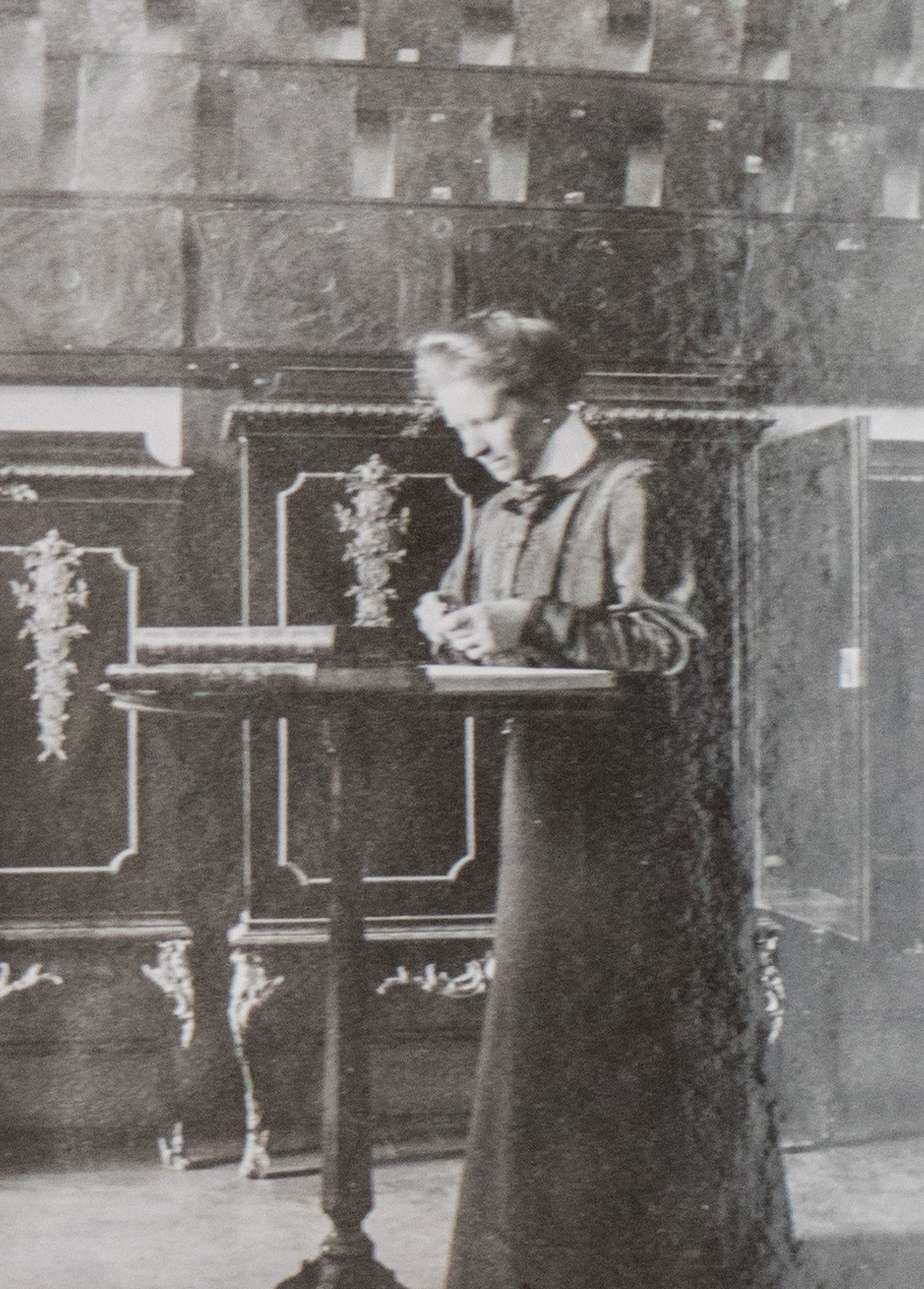
Rosa Norström.

Rosa Norström, som var dotter till numismatikern Wilhelm Theodor Strokirk och Rosa Charlotta Wallensteen, anställdes 1899 vid Vitterhetsakademien som biträde vid Kungliga Myntkabinettet. Från 1903 var hon tidvis föreståndare, möjligen fram till 1915 då Bror Schnittger tillträdde tjänsten. Rosa Norström representerade ensam den numismatiska sakkunskapen på Kungliga Myntkabinettet mellan 1907, då Hans Hildebrandt pensionerades, och fram till 1915. Om hon i praktiken även var föreståndare under hela perioden är oklart. 
Hon var korresponderande ledamot av Svenska numismatiska föreningen från 1911.
Hon var gift med majoren Manne Norström, som avled 1897.

## Artiklar (urval)
"Myntfynd från Bösarps kyrkogård", Fornvännen 1906, sid. 191–195.
"Romerskt myntfynd från Sigdes i Burs socken", Fornvännen 1907, sid. 202–203.
"Två intressanta kopparmynt", Numismatiska meddelanden, XX 1913, sid. 96.